# Xixuthrus lameerei
Xixuthrus lameerei är en skalbaggsart som beskrevs av Marazzi, Marazzi, Komiya, Marazzi och Komiya 2006. Xixuthrus lameerei ingår i släktet Xixuthrus och familjen långhorningar.
Artens utbredningsområde är Västpapua. Inga underarter finns listade i Catalogue of Life.